# Дело сестёр Хачатурян
Де́ло сестёр Хачатуря́н — судебный процесс над Крестиной, Ангелиной и Марией Хачатурян, обвиняемыми в убийстве их отца Михаила Хачатуряна.
На момент совершения преступления (27 июля 2018 года) им было 19, 18 и 17 лет соответственно. 28 июля 2018 года девушки были задержаны по подозрению в убийстве, 14 июня 2019 года следствие предъявило им обвинение в окончательной редакции — убийство, совершённое группой лиц по предварительному сговору или организованной группой (пункт Ж части 2 статьи 105 УК РФ), наказание за которое для женщин предполагает от 8 до 20 лет лишения свободы. Защита утверждает, что девушки оказались в безвыходной ситуации из-за продолжительного домашнего насилия и принуждения к сексуальным действиям.
Дело вызвало широкий общественный резонанс. В Москве, Санкт-Петербурге и других городах регулярно проходили пикеты как с требованием смягчения приговора сёстрам и изменения законодательства в вопросах домашнего насилия, так и пикеты с требованием посадить сестёр в тюрьму.

## История

### Арест сестёр
Вечером 27 июля 2018 года на лестничной клетке дома № 56 по Алтуфьевскому шоссе города Москвы было обнаружено тело проживавшего там 57-летнего Михаила Хачатуряна со множественными колото-резаными ранениями в области шеи и груди (по разным данным, их число составляло от 36 до 45). Полиция изъяла из квартиры, где он проживал, нож, «шкатулку с таблетками», молоток, арбалет, 16 дротиков, травматический пистолет, сигнальный револьвер наган, охотничье ружьё, 16 патронов и два пневматических пистолета — «арсенал», о котором впоследствии будут сообщать подсудимые. На следующий день по подозрению в убийстве были задержаны три дочери потерпевшего: 19-летняя Крестина, 18-летняя Ангелина и 17-летняя Мария. Во время допроса девушки признали вину, и 29 июля им было предъявлено обвинение в убийстве без отягчающих обстоятельств. Причиной преступления следствие назвало «личные неприязненные отношения ввиду причинения отцом моральных страданий на протяжении долгого времени».
В ходе расследования было установлено, что в день смерти Михаил Хачатурян вернулся после лечения в Психоневрологическом центре имени Соловьёва и в очередной раз наказал девушек за перерасход по банковской карте и «грязь в квартире». Мужчина вызывал дочерей по очереди и распылял каждой в лицо газ из перцового баллончика. Получив большую дозу, старшая сестра Крестина потеряла сознание из-за приступа астмы. Ангелина и Мария, опасаясь за её здоровье, решили убить отца. Вечером, когда Михаил заснул в кресле, Мария, Крестина и Ангелина напали на него. Они действовали одновременно, нанося удары охотничьим ножом, который взяли в машине отца, и молотком. Хачатурян пришёл в себя и пытался отбиться. Крестина распылила в его сторону перцовый баллончик и выбежала на лестничную площадку. Туда же вышел и Михаил. Ангелина выхватила нож у Марии и нанесла единственный удар, который попал в сердце и оказался смертельным. После смерти Хачатуряна дочери попытались инсценировать нападение отца, нанесли себе ножевые ранения, вызвали полицию и скорую.
Вскоре после задержания журналисты начали публиковать аудиозаписи угроз Хачатуряна в адрес дочерей в подтверждение его жестокого обращения с ними. Была опубликована личная переписка сестёр с подругами, которая также свидетельствовала о насилии со стороны отца, почти сразу появилась информация о возможных сексуальных домогательствах Хачатуряна-старшего к девушкам. После признания вины адвокаты сестёр выстроили защиту на отрицании предварительного сговора и упоре на спонтанность их решения в условиях тяжёлого эмоционального состояния.

### Семейные обстоятельства
Параллельно со следствием члены Общественной наблюдательной комиссии инициировали проверку ответственных органов опеки, которые, по мнению защиты, не предприняли необходимых действий после жалоб на Хачатуряна со стороны преподавателей его дочерей. На Хачатуряна неоднократно составлялись жалобы в полицию. «В середине 2000-х я написала на него заявление, оставила его сотрудникам, а на следующий день он его принес домой и порвал перед моим лицом» рассказала мать девочек Аурелия. После убийства представители правоохранительных органов отрицали поступление жалоб на горячую линию и уклонились от вопроса про судьбу заявлений, поданных в Алтуфьевский отдел полиции. Также московские полицейские не подтвердили информацию о том, что в правоохранительные органы поступала информация от сестер, убивших отца, о попытке их изнасилования. Мать девушек Аурелия Дундук утверждала, что игнорирование проблемы могло быть связано с дружбой Хачатуряна с местным полицейским руководством — информацию о тёплых отношениях подтверждал источник «Новой газеты» в федеральном силовом ведомстве.
По словам Дундук, она познакомилась с будущим мужем в 1996 году, спустя три года после переезда в Москву. Она утверждает, что Хачатурян начал избивать её в браке, когда ей было 19 лет и она была беременна первым ребёнком — сыном Сергеем. «Венчались со слезами на глазах. Избил меня — и пошли венчаться. И это не прекращалось все 20 лет. При его родственниках, при незнакомых — мог наорать матом, избить в кровь, а потом сказать как ни в чём не бывало: „Аурика, сделай мне чаю“», — приводят её слова журналисты. По словам Дундук, Хачатурян издевался над сыном и избивал его в воспитательных целях, а после 8-го класса выгнал из дома. Позднее он, угрожая оружием, выгнал и Дундук, запретив ей и её родне общаться с дочерьми.
Знакомые семьи отмечали суеверность Хачатуряна, веру в приметы и множество правил, которые он устанавливал внутри семьи. Хачатурян не допускал, чтобы на улице кто-либо пересекал его путь: в этом случае он непременно догонял человека и обходил его, устраняя незримое вмешательство на его дороге, что может говорить о совершении в отношении него психологического насилия неизвестными. Мать, сестра и племянник Хачатуряна, проживавшие в течение 10 лет вместе с его женой и дочерьми, разделяли крайние взгляды отца семейства и настаивали на том, чтобы жена терпела побои. По словам Дундук, Хачатурян долгое время принимал в качестве снотворного клоназепам, который вызывает зависимость и в числе побочных эффектов вызывает резкую перемену настроения. Информацию об агрессивном поведении Хачатуряна подтверждали многочисленные свидетели — соседи, преподаватели, друзья и знакомые дочерей и их родители.
Согласно показаниям, полученным в ходе следствия, Хачатурян начал домогаться дочерей вскоре после расставания с женой, первое время — поочерёдно старшей и средней сестры. Одна из сестёр попыталась покончить с собой после принуждения к оральному сексу, но была спасена врачами. Девушки утверждали, что отец склонял их к групповому сексу. Близкие Ангелины рассказывали о более 10 известных им случаев сексуального насилия над ней. Медицинская экспертиза подтвердила повреждения, полученные вследствие сексуального насилия. В 2018 году Хачатурян практически перестал выпускать детей из дома. По словам Дундук, дочери скрывали от неё происходившее в семье, чтобы не расстраивать.
Сёстры находились в положении рабынь. Крестина рассказывала в интервью: «Он требовал, чтобы мы постоянно были рядом и приходили по первому его зову. У него специальный был звоночек, он в него звонил, и кто-нибудь из нас троих мгновенно должен был к нему подбежать, хоть днём, хоть ночью. И делать всё, что он скажет. Воды принести, еды и разное другое…. Он даже окно сам не открывал, мы должны были ему прислуживать, как рабыни».
«Медуза» приводит слова подруги сестёр, подтверждающие слова Крестины о «звоночке». Мария и Ангелина, учившиеся в одном классе, практически не посещали школу — отец держал их при себе. Сёстры сообщали также о постоянных угрозах оружием. Соседи и сотрудники школы — кроме психолога, которая, по свидетельству Ангелины, «пыталась с нами разговаривать», не оказывали никакой серьёзной поддержки девушкам. «Новая газета» приводит фразу соседки семьи по имени Светлана: «Там орали всю жизнь — видать, шло воспитание».
В то же время некоторые родственники и друзья Хачатуряна выступали в его защиту и заявляли о провокациях со стороны дочерей. Так, двоюродный брат обвиняемых Арсен Хачатурян заявил, что девушки соврали про избиения, чтобы очернить отца.

### Ход расследования
Заседание по ходатайству об аресте девушек состоялось 30 июля 2018 года в Останкинском суде Москвы. По решению судьи срок задержания сестёр продлили на 72 часа. Пресс-секретарь суда сообщал, что в ходе разбирательства следствие переквалифицировало обвинение по пункту Ж части 2 статьи 105 УК РФ. В начале августа следствие провело экспертизы орудий убийства, допросило родственников и знакомых обвиняемых. Были получены копии видеозаписей с камер наблюдения в подъезде и проведён следственный эксперимент на месте преступления. Правоохранительные органы пришли к выводу, что девушки действовали слаженно, а младшая сестра Мария нанесла Хачатуряну не менее 35 колотых ранений.

Адвокаты подсудимых Алексей Липцер, Алексей Паршин и Ярослав Пакулин настаивали на полной невиновности подзащитных, утверждая, что те пытались предотвратить регулярно совершаемое в отношении них насилие и находились в ситуации необходимой обороны: 
...девушки жили в условиях, когда каждая из них постоянно испытывала угрозы собственной жизни и жизни своих сестёр. В условиях относительной изоляции они были уверены в невозможности получить внешнюю помощь, что делало ситуацию безвыходной. Их действия были направлены на то, чтобы остановить неизбежные страшные преступления, которые совершались против них.
31 июля сестёр в СИЗО посетили представители московской ОНК. Девушки сообщили о нарушениях со стороны полицейских при задержании — в частности, им не были разъяснены их права, а первые показания они давали без адвокатов.
2 августа 2018 года Останкинский суд Москвы арестовал девушек на два месяца. Спустя четыре дня дело было передано в центральный аппарат Следственного комитета. Уполномоченный по правам человека в Российской Федерации Татьяна Москалькова сочла решение суда чрезмерным, а защита подала апелляцию. Девушкам предоставили в СИЗО возможность учиться и работать с психологами. В начале сентября младшую сестру по результатам обследования в Центре имени Сербского признали невменяемой на момент совершения преступления и перевели в психиатрическое отделение Бутырской тюрьмы. У неё диагностировали острую реакцию на стресс. Две другие сестры были признаны вменяемыми, однако у них были выявлены синдром жестокого обращения и посттравматическое стрессовое расстройство.
В середине августа сёстры дали развёрнутые показания, вскоре следствие признало факт «аморальных действий» со стороны Михаила Хачатуряна. Экспертизы подтвердили факт психологического насилия, было выявлено расстройство личности у отца подсудимых. Суд отклонил ходатайство защиты о домашнем аресте, несмотря на признание жестокого поведения отца и раскаяние девушек. Через месяц, за день до окончания срока ареста Басманный суд города Москвы по запросу следствия изменил меру пресечения на запрет определённых действий, освободив обвиняемых из-под стражи. Девушкам было запрещено использовать мобильные телефоны и интернет, общаться между собой, покидать ночью места временного проживания, а также контактировать со свидетелями и СМИ.
Потерпевшим по делу был признан дядя трёх сестёр Генадик Мусаелян. Он и его жена Наира Хачатурян, являющаяся сестрой погибшего, подавали жалобу против освобождения девушек из СИЗО. В феврале 2019 года мать погибшего выписала через суд из своей квартиры свою внучку Крестину Хачатурян. Родственники, появляясь на федеральных телеканалах, обвиняли сестёр в корыстных побуждениях и предумышленном убийстве. Сами девушки отказались от наследства отца из-за неприязни к прошлому.
Суд несколько раз продлевал срок меры пресечения. 14 июня 2019 года следствие выдвинуло девушкам окончательное обвинение, вменив им «убийство группой лиц по предварительному сговору», что предполагает срок заключения от 8 до 20 лет согласно части 2 статьи 105 УК РФ. Мотивом убийства следователи назвали «противоправные насильственные действия со стороны отца». В ответ на это адвокаты направили жалобы председателю Следственного комитета Александру Бастрыкину. Защита настаивает, что основной версией следствия должна быть признана самооборона против спящего в момент нападения отца. Адвокаты намерены переквалифицировать своих подзащитных в потерпевших.
Следователи также попросили продлить на один месяц запрет определённых действий — 26 июня 2019 года это ходатайство было удовлетворено, судебный запрет был продлён до 28 июля 2019 года.
26 декабря 2019 года стало известно, что Генеральная прокуратура России отказалась утвердить обвинительное заключение против сестёр Хачатурян. Тем самым, дело не стали направлять в суд. По мнению заместителя генпрокурора России Виктора Гриня, в обвинительном заключении имеются «серьезные нарушения, при которых утверждать дело и направлять в суд для рассмотрения по существу нельзя». Следователи СК России с позицией заместителя генпрокурора не согласились и обжаловали решение генпрокурору РФ Юрию Чайке.
13 мая 2020 года стало известно, что Следственный комитет РФ завершил дополнительное расследование уголовного дела в отношении сестёр Хачатурян, обвиняемых в убийстве отца. По словам адвоката одной из сестер Алексея Паршина, следствие отказалось переквалифицировать действия сестёр в состав необходимой обороны. Следствие оставило прежнюю квалификацию — убийство по предварительному сговору.

### Судебное разбирательство
17 августа 2020 года было проведено первое заседание суда по делу сестёр, на котором была опубликована переписка, где, по мнению стороны защиты погибшего, есть доказательства подготовки совершения убийства Хачатуряна.
Суд перенёс заседание на 25 августа 2020 года, где вызовут других свидетелей, в том числе сына Михаила Хачатуряна Сергея.
5 ноября 2020 года Мосгорсуд удовлетворил ходатайство Ангелины и Крестины Хачатурян и разрешил им общаться с матерью, сообщил адвокат одной из девушек Алексей Липцер. Также 5 ноября Мосгорсуд в третий раз перенёс отбор коллегии присяжных, которые должны рассматривать дело. «Отложили отбор на начало декабря»,— сообщила адвокат потерпевшей стороны Юлия Нитченко.
2 декабря 2020 года было отменено судебное заседание по выбору коллегии присяжных из-за «ковида у обвиняемых». Предположительно перенесено на январь.
10 марта 2021 года следственный комитет возбудил против покойного Михаила Хачатуряна уголовное дело по части 3 статьи 132 УК РФ «Насильственные действия сексуального характера», ст. 133 «Понуждение к действиям сексуального характера» и ст. 117 «Истязание».
В августе 2021 года сестёр признали потерпевшими в деле против их отца. Новая комиссия с участием специалистов института им. Сербского пришли к выводу, что преступление произошло из-за синдрома жестокого обращения со стороны их отца и посттравматического стрессового расстройства.
21 апреля 2025 года Бутырский суд Москвы посмертно признал Михаила Хачатуряна виновным в сексуальном насилии и нанесении тяжкого вреда их здоровью.

## Общественная реакция
Следствие по делу сестёр Хачатурян вызвало широкий общественный резонанс. Его активно обсуждали и освещали на федеральных каналах. В Санкт-Петербурге, Москве и других городах неоднократно проходили пикеты в поддержку девушек. Была создана петиция, адресованная Следственному комитету с требованием прекратить судебный процесс, по состоянию на июнь 2019 года под ней подписалось более 115 тысяч человек. В поддержку сестёр был организован флешмоб #ЯНеХотелаУмирать правозащитницей Алёной Поповой, которая призвала Государственную Думу вернуть насилие в семье в список уголовно наказуемых преступлений.
В поддержку девушек выступили многие общественные и культурные деятели: американский певец Серж Танкян, писательница Наринэ Абгарян, журналисты Ксения Собчак и Юрий Дудь, музыкант Баста, певица Анна Седокова, актриса Юлия Франц, а также некоммерческие организации «Кризисный центр для женщин» и «Насилию.нет» и другие. Телеведущая Екатерина Гордон призвала к снисхождению к сёстрам, но выразила опасение, что отцовское «воспитание» могло сделать их опасными для общества.
Внимание к процессу вызвано не только его скандальным характером, но и правовой значимостью дела. По мнению руководительницы объединения адвокатов «Содействие» Елены Соловьёвой, дело сестёр Хачатурян может стать прецедентом, расширяющим понятие «необходимая самооборона» в условиях продолжительного домашнего притеснения и угнетения личности. На этом фоне в СМИ и социальных сетях активно обсуждали этическую составляющую дела, а также проблему «замалчивания» в закрытых диаспорах, поскольку активисты несколько раз обращались за комментарием к московской армянской диаспоре.
Однако общественная критика поведения девушек в основном строится вокруг их «благополучного» вида на фотографиях в соцсетях (специалисты отмечают, что это типичное поведение для притесняемых людей, которые не хотят отличаться от других). Уполномоченная при президенте России по правам ребёнка Анна Кузнецова назвала скандал вокруг дела раздутым искусственно. В большинстве ток-шоу высказывают мнения о несправедливых или преувеличенных обвинениях в сторону Михаила Хачатуряна. Так, спортсмен Брюс Хлебников, знавший убитого, высказывал сомнения в его физической способности нанести вред дочерям из-за слабого здоровья.
6 июля на Болотной площади в Москве вместо несанкционированной (вместо проспекта Сахарова в мэрии предложили провести марш в Люблино) акции «Марш сестёр» прошла серия пикетов в поддержку девушек. К скульптуре «Дети — жертвы пороков взрослых» также вышли активисты «Мужского государства», считавшие сестёр хладнокровными убийцами («Марш сестёр» не прошёл в том числе потому, что, согласно заявлениям организаторов, им поступили угрозы от сторонников «Мужского государства» и от племянника погибшего — Арсена Хачатуряна). Были задержаны четыре человека, из них трое — участники «МГ». Организаторы попытались согласовать марш на проспекте Сахарова на 27 июля, но получили отказ (в качестве альтернативной площадки было предложено Марьино).